# Дальше (альбом)
«Дальше» — четвёртый студийный альбом российской рок-группы «Звери», вышедший 1 ноября 2008 года.

## История создания
Альбом «Дальше» записывался самими музыкантами группы «Звери». Изначально планировалось издать альбом в двух частях, релиз первой части должен был состояться весной 2008 года, но в связи с потопом на студии наибольшая часть материала была уничтожена. Звукозаписью и сведением альбома занимался Алексей Мартынов в московских студиях ZveriSoundStudio, Vintage Recording Studio. Альбом также сводился Джоном Симпсоном (Sonny Pinna) в Лондоне в студии Livingston Recording Studio. Мастеринг, так же как запись и сведение, проходил в Москве, за мастеринг альбома отвечал Андрей Субботин. Автором почти всего материала стал Роман Билык, некоторые тексты песен, как и на предыдущей работе, были написаны в соавторстве с Виктором Бондаревым в их числе: «Брюнетки и блондинки», «Дельфины», «Оба». Музыкальное оформление полностью принадлежит Роману Билыку. На территории Украины альбом издавал лейбл Lavina Music.

## Рецензии
Текущий битломанский хит "Я с тобой" — песня вполне уровня "Браво" 1990-х или же "Старого приятеля". "Спасибо" — кокетливый привет "неприступным ночью" девушкам страны от рокера-завоевателя. "Брюнетки и блондинки" — стремительный гопнический рок-н-ролл с рифмой "заводят — сводят", адресат которого сливается с лирической героиней. Не поражаться умению "Зверей" попадать точно в аудиторию опять невозможно. Песня "Глазки" предлагает крутой поворот в сторону диско и снова цепкий припев, не столь стадионный, как в главных боевиках "Зверей", но и небанальный. А идущий следом "Трамвай" как раз вполне естественная для "Зверей" гитарная баллада для хорового исполнения.
— пишет Борис Барабанов для журнала Коммерсантъ-Weekend

«Моя любовь» наконец-то показывает прежнего буйного Зверя, страстно рычащего: «Я не участвую в цирке, найдите других». К песне «Оба» проявляется превосходный сексуальный вампиризм Зверя, к диско-роковой танцульке «Глазки» - перед нами уже прежний лукавый Рома с горящим глазом, язвительно живописующий нравы диско-клубов в окраинных районах-кварталах. «Трамвай» - песня, которая обречена на размахивание мобильниками и зажигалками, и уж точно лучшая мелодия «Зверей» за все последние годы. Страстная искренняя баллада «Говори» великолепна своей скупостью художественных средств ... Наконец, заключительная «Пока» в своей сардонической ярости содержит больше энергии, чем вся первая раздолбайская половинка альбома.
— Гуру Кен, NEWSmuz.com

## Список композиций
Все тексты написаны Романом Билыком, «Брюнетки и блондинки», «Дельфины», «Оба» написаны при участии В. Бондарева, вся музыка написана Билыком.
| №                   | Название               | Длительность |
| ------------------- | ---------------------- | ------------ |
| 1.                  | «Дальше»               | 3:28         |
| 2.                  | «Я с тобой»            | 3:56         |
| 3.                  | «Спасибо»              | 4:01         |
| 4.                  | «Брюнетки и блондинки» | 4:11         |
| 5.                  | «Тебе»                 | 3:22         |
| 6.                  | «Моя любовь»           | 3:31         |
| 7.                  | «Дельфины»             | 3:22         |
| 8.                  | «Оба»                  | 3:52         |
| 9.                  | «Глазки»               | 3:48         |
| 10.                 | «Трамвай»              | 4:53         |
| 11.                 | «Говори»               | 2:59         |
| 12.                 | «Пока»                 | 3:44         |
| Общая длительность: | Общая длительность:    | 45:38        |

## Участники записи
| Звери - Роман Билык – вокал, гитара. - Алексей Любчик – бас-гитара. - Максим Леонов – барабаны. - Вячеслав Зарубов – клавишные. | Технический персонал - Александр Войтинский – продюсер. - Алексей Мартынов – запись, сведение. - Джон «Sonny» Симпсон – сведение. - Андрей Субботин – мастеринг. |

## Видеоклипы
На композиции с альбома было снято 4 видеоклипа:
- «Брюнетки и блондинки»
- «Тебе»
- «Я с тобой»
- «Говори» (live)